# معبد دولادئو
معبد دولادئو (دواناگری: दुलादेव मंदिर) یک معبد هندو در خاجوراهو، مادیا پرادش، هند است. این معبد به شکل لینگا به خدای شیوا تقدیم شده است که در محل مقدس خدایی شده است. «دولودئو» به معنای «داماد مقدس» است. این معبد به عنوان «ریاضی کونوار» نیز شناخته می‌شود. معبد رو به شرق است و قدمت آن بین ۱۰۰۰ تا ۱۱۵۰ بعد از میلاد است. این آخرین معابد ساخته شده در دوره چاندلا است. در طرح معبد هفت ارابه (saptarata) گذاشته شده است. مجسمه‌های حک شده در معبد برخلاف سایر معابد دارای ویژگی‌های بیانی نرمی هستند. دیوارها نمایشی از رقصندگان آسمانی حکاکی شده (آپسارا) در حالات اروتیک و سایر چهره‌ها دارند. به عنوان بخشی از گروه بناهای خاجوراهو، این معبد در سال ۱۹۸۶ در فهرست میراث جهانی یونسکو ثبت شد.

## موقعیت
این معبد در حاشیه رودخانه خدر در قسمت جنوبی معابد گروه خواجوراهو در روستای خواجوراهو در منطقه‌ای به مساحت ۶ کیلومتر مربع (۲٫۳ مایل مربع) قرار دارد. ۵ کیلومتر (۳٫۱ مایل) دور از روستای خواجوراهو در نزدیکی محوطه جین. جاده تقرب ناهموار است.

## نگارخانه

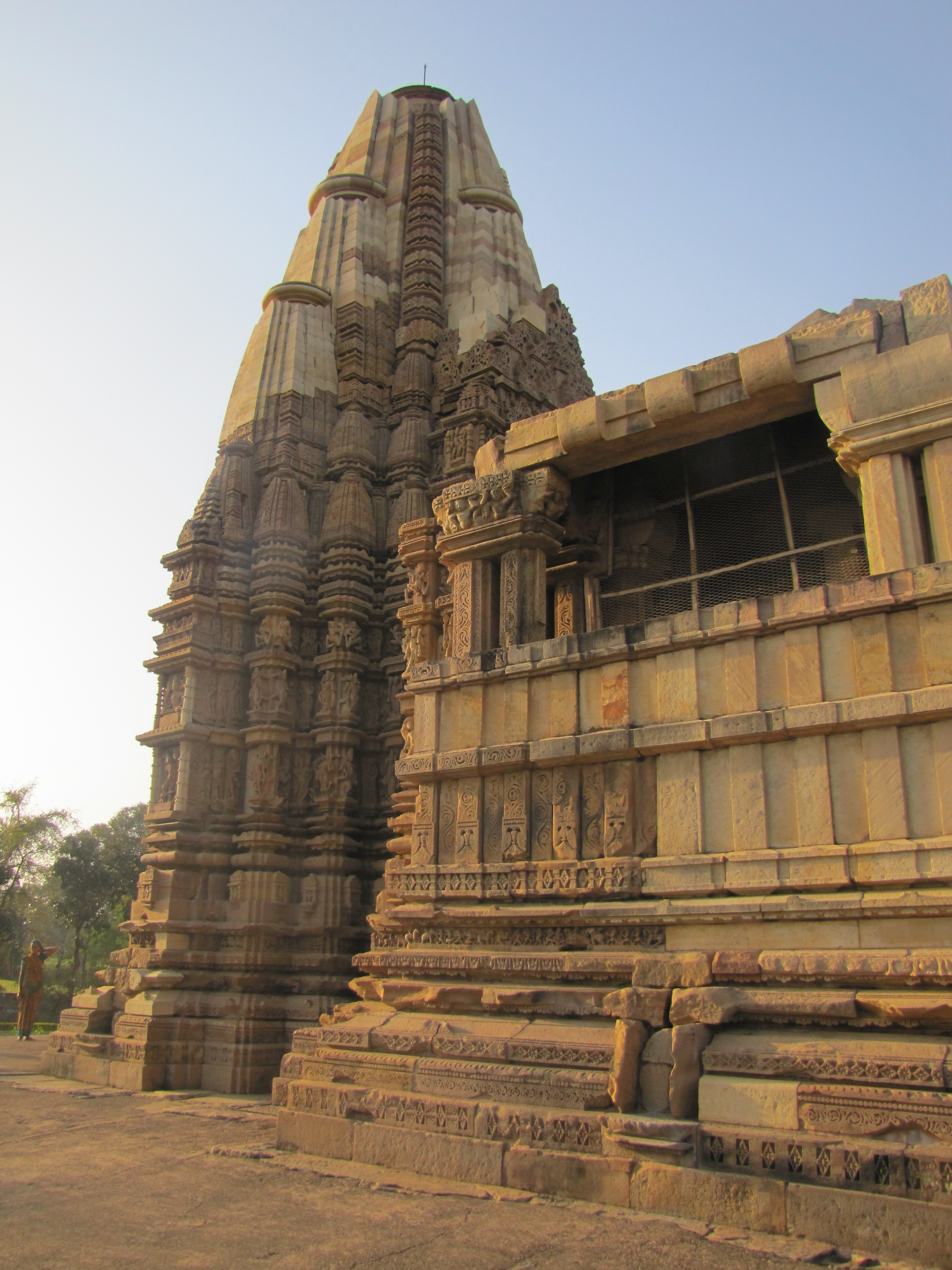
نمای نزدیک تر از قله و دیوارهای بازسازی شده
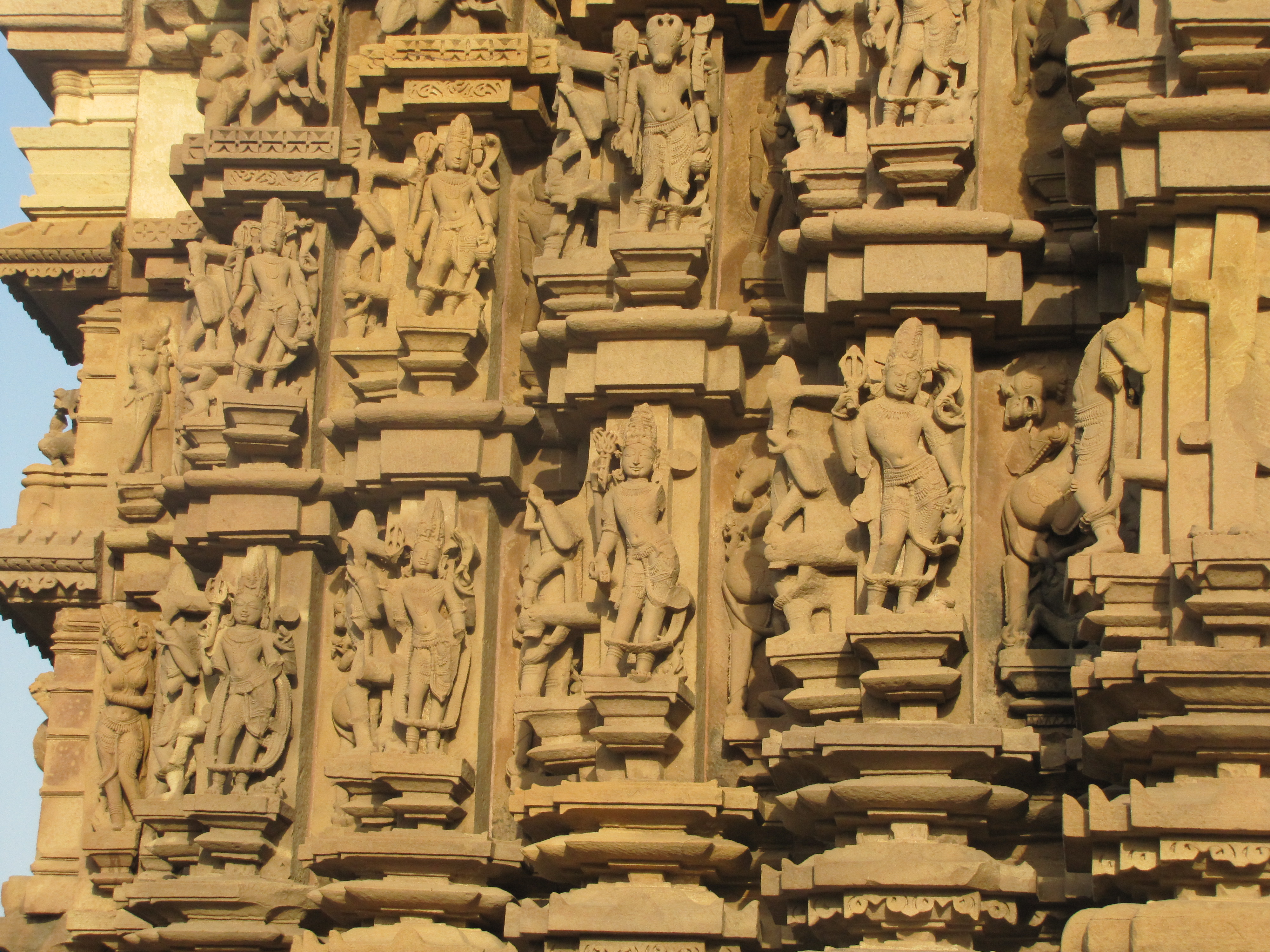
مجسمه‌های مختلف ناندی و شیوا
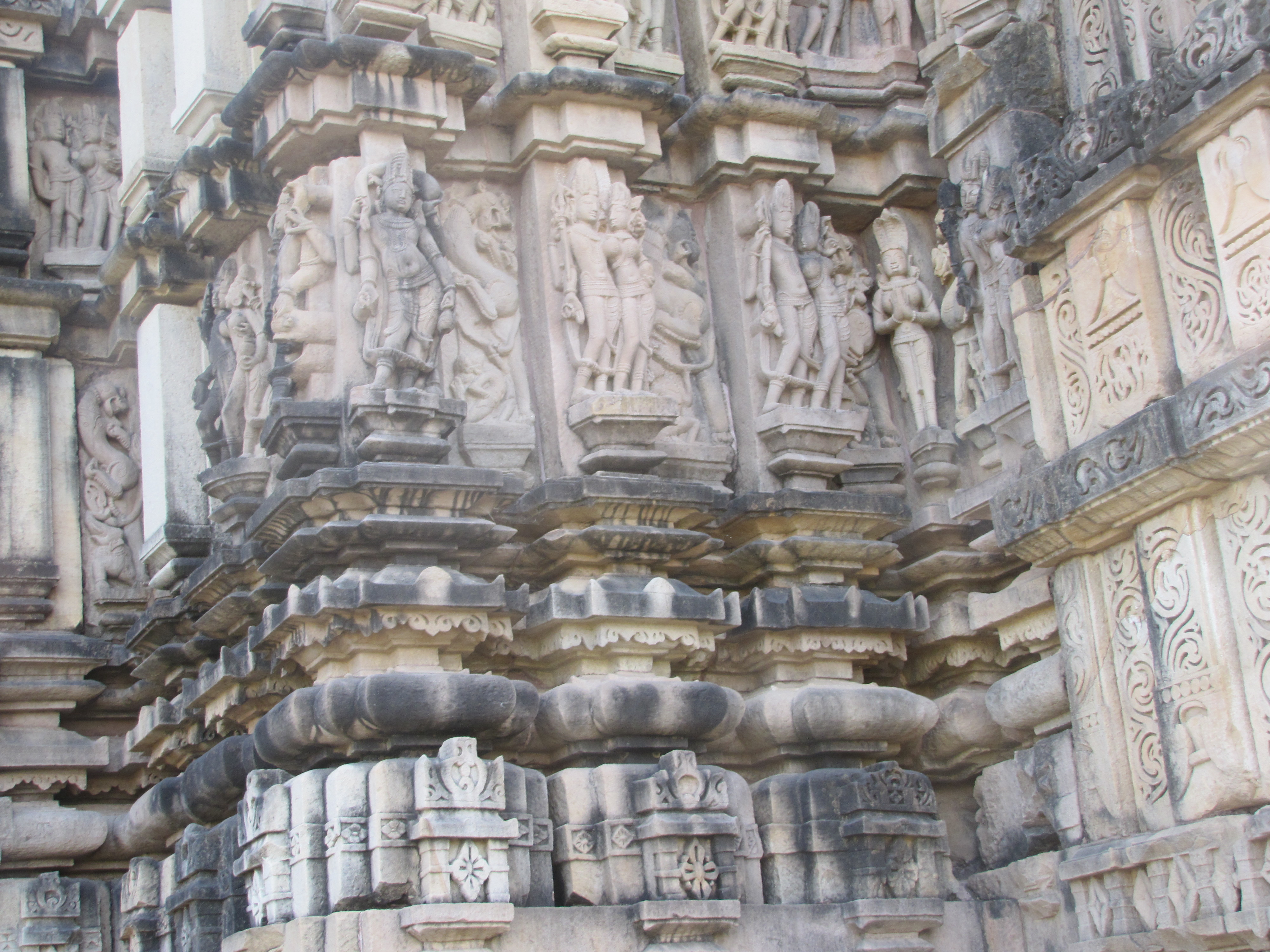
مجسمه‌های مختلف شیوا و پارواتی
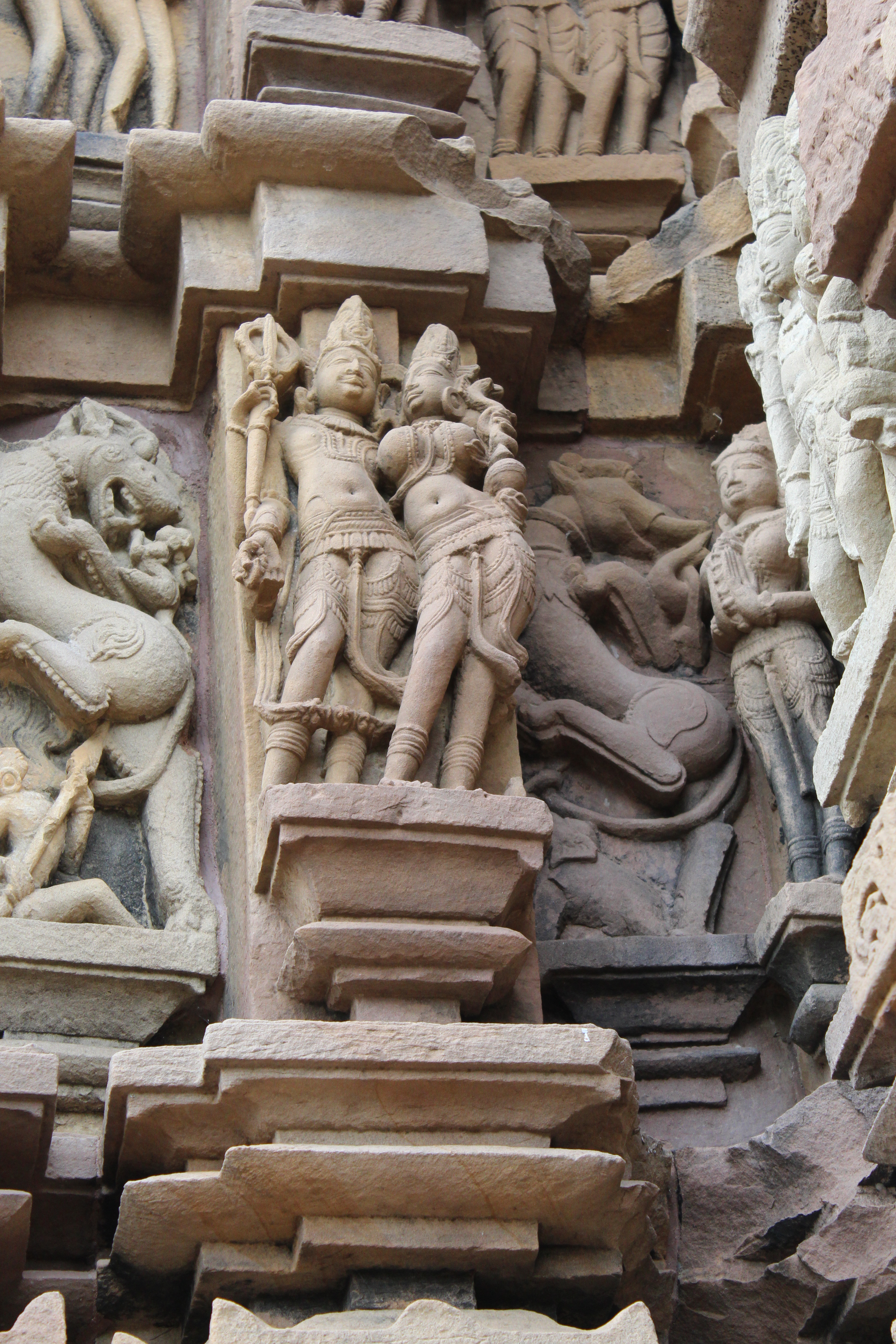
نمای جنوبی، گروه برتر تصاویر شیوا پارواتی
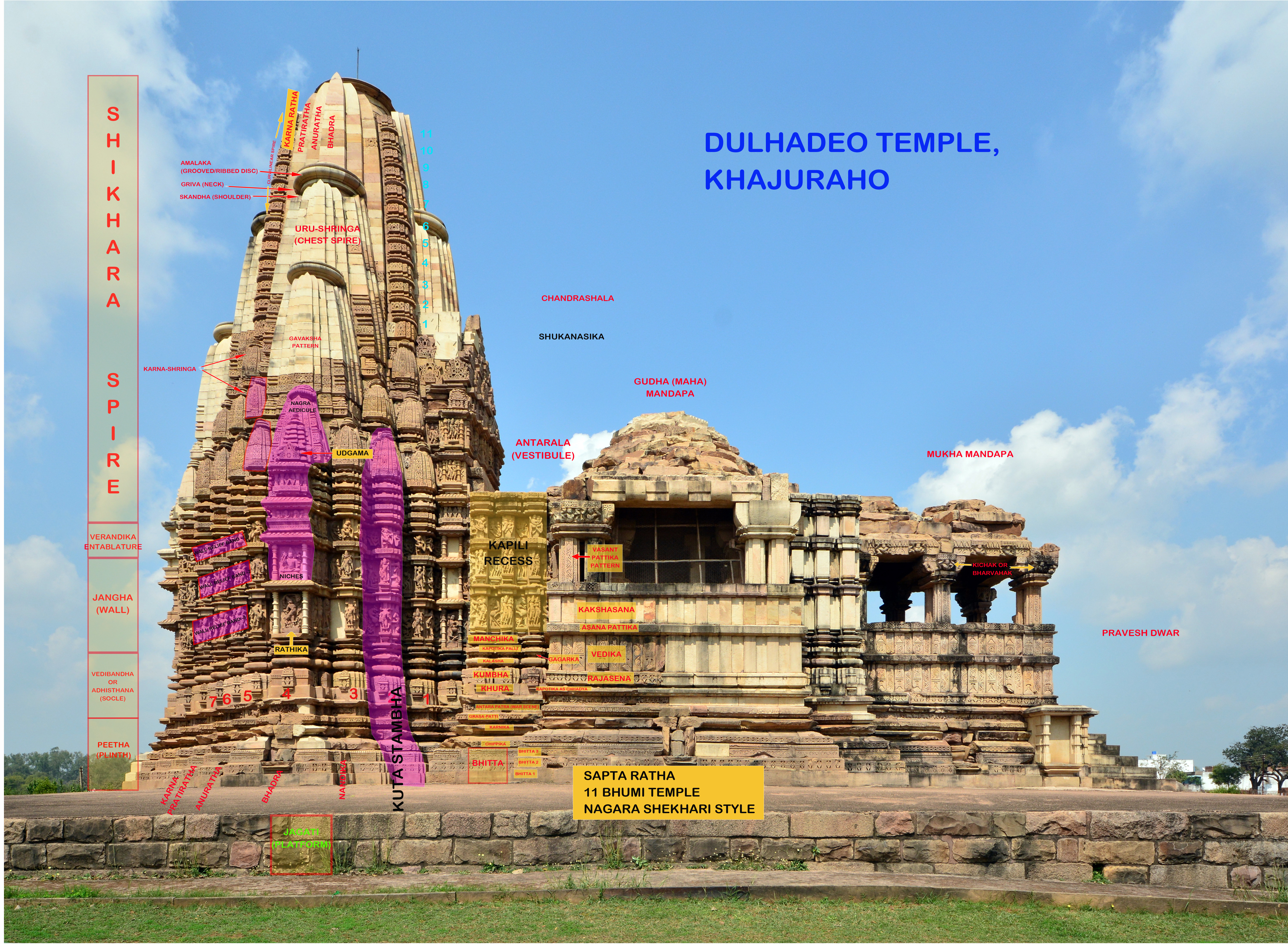
معماری معبد دولهادئو